# نورمان فوستر
نورمان روبرت فوستر، لورد فوستر أوف تايمز بانك (بالإنجليزية: Norman Robert Foster, Lord Foster of Thames Bank)، (مواليد 1 يونيو 1935). من أشهر المهندسيين المعماريين البريطانيين ومصمم عدد من أشهر الجسور ومباني المؤسسات في بريطانيا وأوروبا. كما أنه حاصل على عديد الجوائز بينها جائزة أمير أستورياس للفنون من ملك إسبانيا خوان كارلوس في مايو 2009.

## السيرة الذاتية
فوستر ولد في مانشستر من عائلة من العمال، ترك المدرسة في 16 عاما، وتوجه إلى العمل في مكاتب الخزنة لبلدية مانشستر. بعد خدمته العسكرية في القوات الجوية الملكية، سجل في كلية الهندسة المعمارية والتخطيط الحضري في جامعة مانشستر وحصل على الدبلوم في عام 1961 تابع دراسته في جامعة ييل، الولايات المتحدة. وعاد إلى إنكلترا. في عام 1965 أسس استوديو باسم «فريق 4» (Team 4) مع ريتشارد وسو روجرز وزوجته ويندي. في عام 1967، روجرز غادر الفريق 4 للعمل مع رينزو بيانو (Renzo Piano)، وفوستر مع زوجته أسس استوديو باسم «فوستر وشركائه» التي تعرف الآن باسم Foster and Partners. بين 1971 و 1983 تعاون مع بكمينستر فولر (Buckminster Fuller) على عدة مشاريع، على مستوى دولي.
المشاريع الأولى لفوستر كانت تتميز بأسلوب الهاي تيك، والتركيز على الجوانب الهيكلية التكنولوجية، ولكن بعد ذلك خطوط البناء بدأت تخلط تكنولوجيا وفن. حاليا شركة فوستر وشركاء لها مكاتب في برلين، فرانكفورت، غلاسكو، هونغ كونغ، لندن وطوكيو، ولديها أكثر من 700 موظف.

## أهم مشاريعه

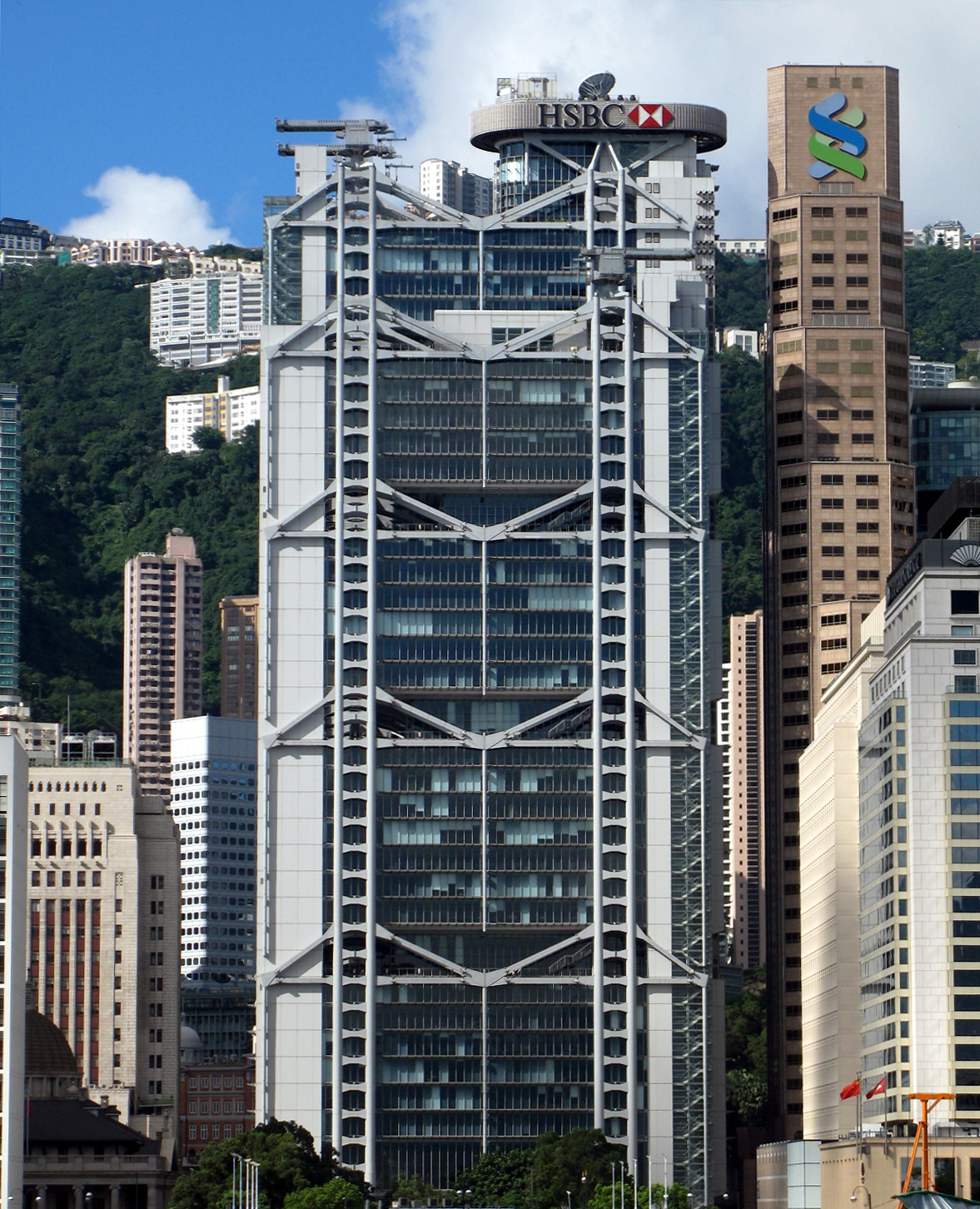
بنك HSBC في هونغ كونغ

- مكتب آي بي إم الرئيسي - كوسهام انكلترا (1970—1971 -(IBM Pilot Head Office)
- مقر ويليس فابر ودوما، إبسوتش، انكلترا (1971 -- 1975) _Willis Faber and Dumas Headquarters
- مركز سينسبري للفنون، جامعة ايست انجليا، نورويش (1974 -- 1978) _Sainsbury Centre for Visual Arts
- برج المصرف التجاري (Commerzbank) في فرانكفورت، ألمانيا (1991 -- 1997) *
- مقر اتش اس بي سي (1979 إلى 1986) ومطار هونغ كونغ تشيك لاب كوك (1992 -- 1998)
- بناء محطة في ستانديت (Stansted) (1981—1991)
- مترو بلباو (Bilbao)، إسبانيا (1988 إلى 1995) و (من 1992 إلى 2004) *
- تجديد للمكتبة ليونيل روبنز (Lionel Robbins)، مكتبة العلوم السياسية والاقتصاد من كلية لندن للاقتصاد (1993—2001)
- برج كولسيرولا (Collserola)، برشلونة (1992) *
- قبة البرلمان الألماني الرايخستاغ (Reichstag)، برلين (1992)
- ساحة الفن Carré d'Art) (نيمس،Nîmes، فرنسا (1984—1993)
- تغطية فناء المتحف البريطاني (British Museum)، لندن (1999)
- جسر الألفية (Millennium Bridge)، لندن (1996—2000)
- ترميم ريشستاك (Reichstag)، برلين (1999)
- قاعة المدينة (City Hall)، لندن (2000)
- محطة معرض مترو للأنفاق (Expo MRT)، سنغافورة (2001)
- محطة مترو بوتيرية (Poterie)، رين، فرنسا (2001) *
- مقر سيرك سينسبري هولبورن (J Sainsbury, Holborn Circus)، لندن (2001)
- 30 سانت ماري (St Mary Axe) الفأس، مقر المؤسسة السويسرية لتأمين، لندن (1997—2004)

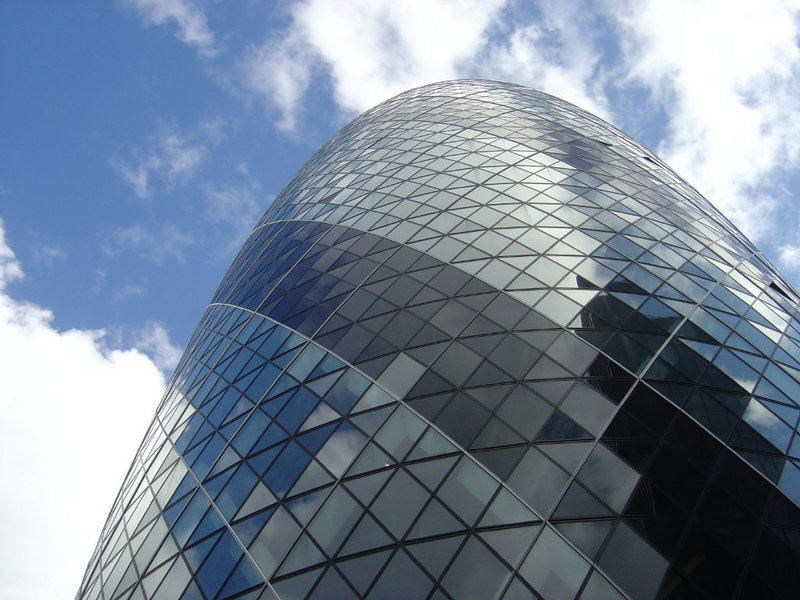
سانت ماري30

- مركز التجارة العالمي - سان مارينو (1997—2004)
- سايج غيتسهيد، إنكلترا (2004)
- جسر ميلاو (Millau) -- خانق، دو تان، فرنسا (1993—2005) *
- صرح الشرطة الوطنية (National Police Memorial) -- مول، لندن (2005) *
- مكتبة كلية اللغة، جامعة برلين الحرة، برلين، ألمانيا (2005) *
- 40 شقة فاخرة، سانكت موريتز، سويسرا (2005) *
- كلية الصيدلة، جامعة تورنتو، كندا (2006)
- برج هيرست، يوركسيتي (Yorkcity) الجديدة (2006
- إعادة هيكلة ملعب كامب نو في برشلونة.
- برج الفيصليه بالرياض المستحوى من مئذنه مسجد عمر بن الخطاب في دومه الجندل(الجوف) السعوديه

## مشاريع تحت التنفيذ
ِ*عمان ليفينك وول (Amman Living Wall) 11/07/2007
- مكتبة الحرية (BERLINFREEDOM LIBRARY).
- برج بنك سامبا في مركز الملك عبد الله المالي-الرياض (Samba bank tower in KAFD-Riyadh Saudi arabia)

## معرض صور

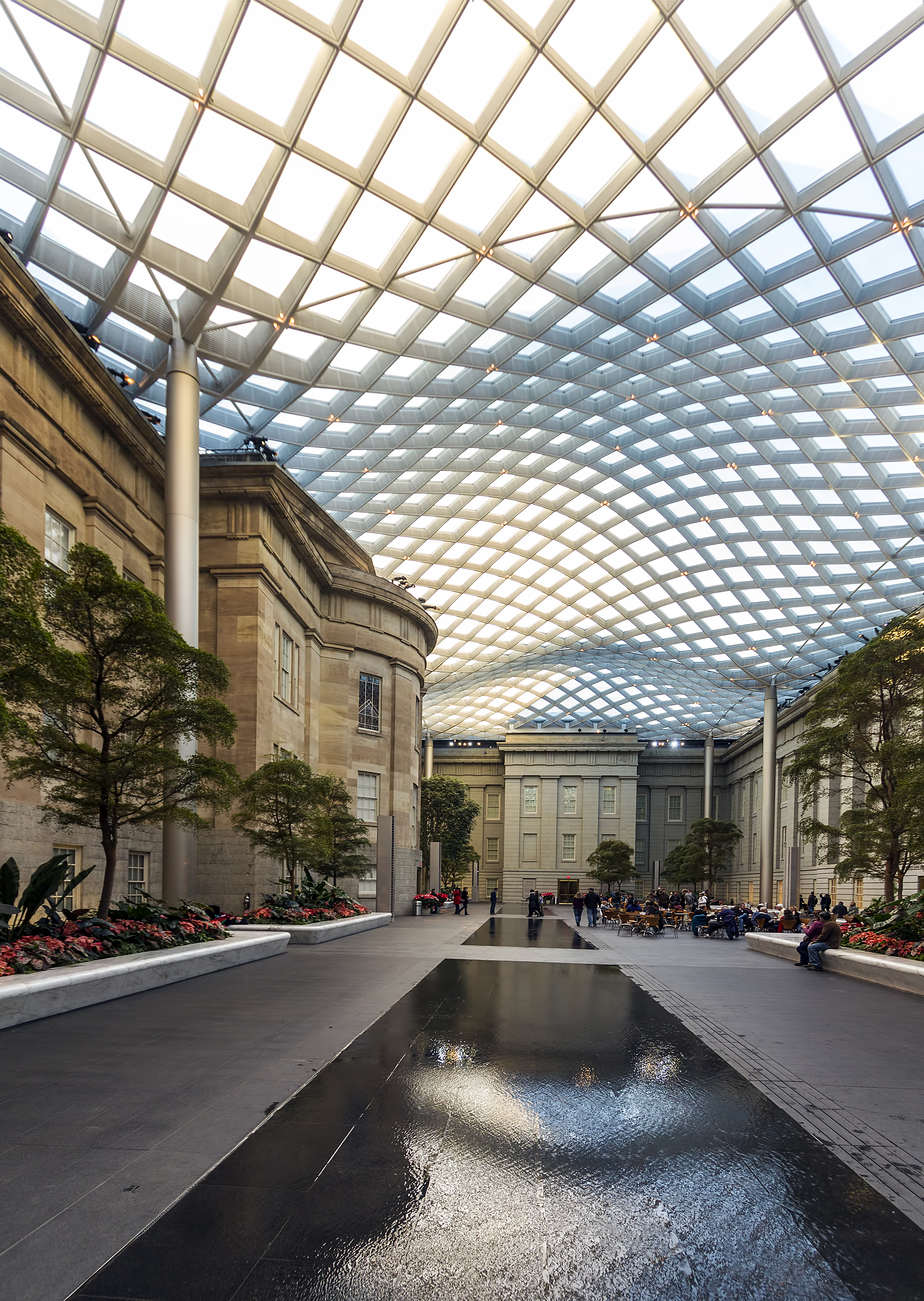
اتريوم المعرض الوطني بواشنطن